# تیپ ۵۱۳ اطلاعات نظامی
تیپ ۵۱۳ اطلاعات نظامی (انگلیسی: 513th Military Intelligence Brigade) تیپ اطلاعات و عملیات نیروی زمینی ایالات متحده آمریکا است، که در سال ۱۹۸۶ تأسیس شد.
تیپ ۵۱۳ اطلاعات نظامی، واحدی از ارتش ایالات متحده و تابع فرماندهی اطلاعات و امنیت نیروی زمینی ایالات متحده آمریکا است. مأموریت آن ارائه «اطلاعات و قابلیت‌های اطلاعاتی چندرشته‌ای و متناسب با رشته‌های مختلف در حمایت از نیروی زمینی مرکزی ایالات متحده آمریکا و سایر فرماندهی‌ها، برای شکست دادن دشمنان، ارتقای ثبات منطقه‌ای، حمایت از شرکا و متحدان و حفاظت از منافع ایالات متحده» است. ستاد فرماندهی تیپ ۵۱۳ در فورت آیزنهاور، جورجیا قرار دارد.